# Cox's Bazar (stad)
Cox's Bazar is een stad en vissershaven in het gelijknamige district Cox's Bazar in Bangladesh. Het is bekend om zijn brede onafgebroken natuurlijke zandstrand van 125 kilometer lang. De getijden langs het strand zijn er minimaal. De stad heeft ongeveer 52.000 inwoners (2007). De stad ligt op ongeveer 150 kilometer ten zuiden van de miljoenenstad Chittagong aan de Golf van Bengalen.

## De stad
Langs de Golf van Bengalen, in zuidoost Bangladesh, ligt de stad Cox's Bazar als haven en gezondheidsoord. Het is vooral bekend voor z'n langste natuurlijke zandstrand. Cox's Bazar is te bereiken via de weg, het spoor en de lucht vanuit Chittagong.

### Geschiedenis
De stad is vernoemd naar kapitein Hiram Cox, een officier van de Britse Oost-Indische Compagnie. Deze werd in 1773 aangesteld als toezichthouder over deze plaats, die toen nog Palonki werd genoemd. Kapitein Cox werd hier gestationeerd om te onderhandelen over het voortslepende conflict tussen de zogenoemde Arakan-vluchtelingen en de lokale Rakhains. De namen Arakan en Rakhain staan voor dezelfde streek in het huidige Myanmar, die nu Rakhine wordt genoemd. Deze streek wordt bewoond door boeddhisten en moslims die in de loop der eeuwen heen en weer zijn gemigreerd en daarbij met elkaar in conflict kwamen over landrechten. De kapitein wist de positie van de vluchtelingen te versterken, maar hij stierf in 1799 voor hij zijn werk kon afmaken. Om zijn rol in het oplossen van het conflict te gedenken werd in 1854 een markt/bazaar opgericht, die naar hem werd vernoemd. In 1869 werd Cox's Bazar een gemeente.

## Geografie en klimaat
Cox's Bazar heeft een oppervlakte van 6,85 km² en grenst aan de rivier de Bakkhali in het noorden en oosten, aan de Golf van Bengalen in het westen en aan de 'Jhilwanj Union' in het zuiden.
Het lokale klimaat wordt beïnvloed door de locatie aan de kust. De gemiddelde jaartemperatuur schommelt tussen de 16,1 en 34,8 °C. Het jaarlijkse neerslaggemiddelde bedraagt 4285 millimeter.
| Maand                               | Jan  | Feb  | Mar   | Apr   | Mei   | Jun   | Jul   | Aug   | Sep   | Okt   | Nov  | Dec   |
| ----------------------------------- | ---- | ---- | ----- | ----- | ----- | ----- | ----- | ----- | ----- | ----- | ---- | ----- |
| Gemiddelde hoogste temperatuur (°C) | 27°  | 28°  | 30,5° | 32°   | 33°   | 30.5° | 30°   | 30°   | 30,5° | 30,5° | 29°  | 27°   |
| Gemiddelde laagste temperatuur (°C) | 14°  | 16°  | 20°   | 24°   | 25,5° | 25°   | 27°   | 25°   | 25°   | 24°   | 19°  | 15,5° |
| Gemiddelde neerslag (cm)            | 0,25 | 1,27 | 3,81  | 10,67 | 32,26 | 79    | 90,17 | 70,61 | 38,86 | 18,29 | 8,38 | 2,54  |
| [ 1 ]                               |      |      |       |       |       |       |       |       |       |       |      |       |

## Het strand
De belangrijkste attractie van Cox's Bazar is het lange zandstrand dat zich uitstrekt vanaf de monding van de rivier de Bakkhali tot aan Teknaf.
Het strand trekt jaarlijks een groot aantal toeristen uit onder andere Groot-Brittannië, de Verenigde Staten, Zuid-Korea, Japan, India, Nepal en Pakistan.

## Vluchtelingenkamp Rohingya
In 2017 kwamen honderdduizenden vluchtelingen uit Myanmar aan in Cox's Bazar, tot zo'n 725.000 in oktober 2018, waarmee het het grootste vluchtelingenkamp ter wereld is.
Op 14 mei 2020 werd het eerste bevestigde geval van COVID-19 ontdekt onder de 860.000 Rohingya-vluchtelingen die in het vluchtelingenlamp van Cox's Bazar woonden.

### Plaatsen langs het strand
- Laboni Beach
- Himchari
- Inani Beach

## Andere toeristische trekpleisters bij Cox's Bazar
- Maheshkhali
- Sonadia Island
- Teknaf
- St. Martin's Island
- Bandarban
- Rangamati